# Ernst Max Eduard Laeis
Ernst Max Eduard Laeis (* 19. Juli 1852 in Trier; † 5. Januar 1916 ebenda) war ein deutscher Unternehmer, Mitglied des Rheinischen Provinziallandtags und Kommerzienrat.

## Leben
Ernst Laeis war ein Sohn von Eduard Laeis (1826–1908) und dessen Ehefrau Julie, geborene Keller (1826–1910). Nach Ende seiner schulischen Ausbildung absolvierte Laeis ein Ingenieurstudium und übernahm im Anschluss die Leitung der Eisengießerei und Maschinenfabrik seines Vaters Eduard Laies & Co. in Trier. Während er 1882 Teilhaber der Eisengießerei und der Maschinenfabrik wurde, führte sein jüngerer Bruder Rudolf (1854–1918) das Eisenwarengeschäft. Der Bruder Max (* 17. Juli 1856) war Kaufmann in der Fabrik und handelte mit Brennstoffen, während der jüngste Bruder Viktor (1858–1922) technischer Direktor und 1. Ingenieur im Zweigwerk Zweibrücken war. 1895 wurde er Mitglied des Rheinischen Provinziallandtags und als Liberaler war er auch Mitglied in der Stadtverordnetenversammlung Trier. Weiterhin war er Mitglied des Kuratoriums der Fortbildungs- und Gewerbeschule in Trier, zudem kümmerte er sich um die städtischen Wasser- und Gaswerke, sowie um Schulangelegenheiten. Der Kunstgewerbeschule machte er eine namhafte Stiftung. Im Zeitraum von 1892 bis 1916 war er Mitglied der Vollversammlung der Trierer Handelskammer. Von 1898 bis 1913 war er erst Vizepräsident und von 1914 bis 1916 war er Präsident der Handelskammer Trier. Laeis war auch Mitglied des Polytechnischen Vereins Trier und letztlich wurde er noch mit dem Titel Kommerzienrat geehrt.

## Familie
Ernst Laeis war seit 1889 mit Maria, geborene Rendenbach (* 1852) verheiratet.